# Marià Ribas Ribas
Mariano Ribas Ribas (Sant Antoni de Portmany, 1921 - 2010) és un empresari eivissenc, fill d'Alfonso Ribas Piqué, que fou el cofundador de l'empresa de transport regular de viatgers per carretera entre Sant Antoni i Eivissa, concessió que fou atorgada definitivament el 1928.
Encarregat de dur l'administració de l'empresa del seu pare, actualment Autobuses San Antonio, així com de la tenda familiar de queviures, fundada pel seu padrí devers 1900, ha convertit Casa Alfonso en una tenda de gourmet reconeguda a tota l'illa. Va obtenir diverses primeres llicències de taxis de Sant Antoni i es convertí en un dels pioners en aquest sector.
Professionalment s'ha reconegut la seva tasca empresarial amb el reconeixement a Hereus d'Alfonso Ribas Piqué, com a empresa de l'any, atorgada per la Cambra de Comerç d'Eivissa i Formentera; reconeixement com a empresa de l'any atorgada per la PIMEEF; i concessió de placa honorífica per part de la Federació Nacional d'autobusos FENEBUS al mèrit empresarial en transport, placa atorgada per pertànyer 75 anys a FENEBUS. El 2006 va rebre el Premi Ramon Llull.